# Ava (Nouvelle-Zélande)
Ava  est une banlieue de la cité de Lower Hutt  située au niveau de la partie inférieure de l’île du Nord  de la Nouvelle-Zélande. 

## Situation
La banlieue est localisée au niveau de Harbour ward (en) de la cité adjacente de Petone.

## Installations
La station de chemin de fer  est celle de la gare de Ava (en).